# Belägringen av Stettin
Belägringen av Stettin av utspelades i 1713 under det stora nordiska kriget, då den då svenska staden Stettin belägrades av ryska och sachsiska trupper. Belägringen varade från början av augusti till den 29 september 1713, och avslutades med att staden överlämnades till den preussiska kungen Fredrik Vilhelm.